# Edgar Forster (Unternehmer)

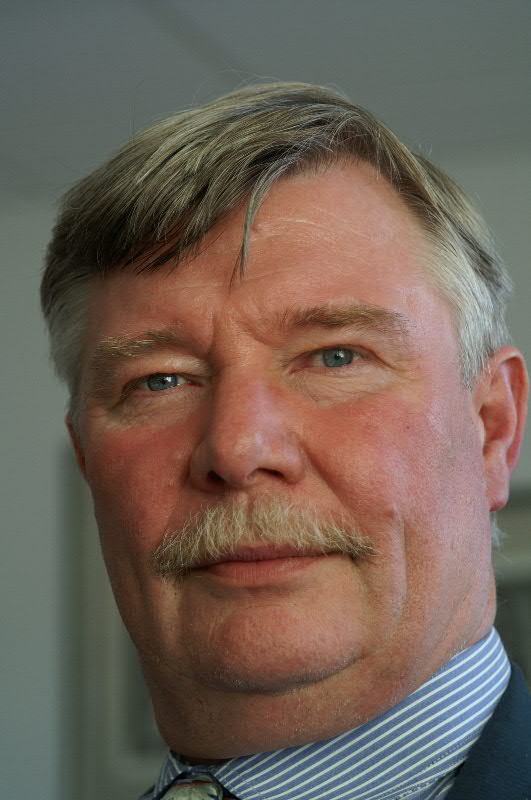
Edgar Forster

Edgar Forster (* 5. November 1944 in Passau) ist ein deutscher Unternehmer, Autor und Politiker.

## Leben
Edgar Forster – Sohn des Altphilologen Alexander Forster und seiner Ehefrau Irmgard Forster geb. Hormuth – heiratete im Jahr 1976 die spätere Zahnärztin Hedwig Maria Theresia Szilard († 2007).

### Ausbildung
Nach der Volksschule in Passau besuchte er von 1955 bis 1964 die Oberrealschule in Dachau, an der er sein Abitur ablegte. Es folgte das Studium der Volkswirtschaftslehre an der Ludwig-Maximilians-Universität München und der Politikwissenschaft an der Hochschule für Politik in München. 1970 schloss er mit Prädikatsexamen zum Diplom-Volkswirt, Wahlfach Politikwissenschaft, ab. Anschließend war er Wissenschaftlicher Assistent am Volkswirtschaftlichen Institut, Seminar für Versicherungswissenschaft der LMU. 1975 promovierte er zum Dr. rer. pol mit der Dissertation „Modelle der Gewinnverwendung und Vermögensbildung in Arbeitnehmerhand“. 1977 wechselt er zur Universität zu Köln, Forschungsinstitut für Sozialpolitik.

### Unternehmerische Tätigkeit
Im Jahr 1981 verließ er die Universität, um sich in München als Unternehmensberater selbstständig zu machen. Er lernte den jungen Türken Bülent Tulay kennen und gründete 1987 eine Zeitarbeitsfirma in München, die „EURA Industriemontagen GmbH“, der ein Jahr später in Nürnberg die „EURA Personalservice GmbH“ folgte. Die Firmen wuchsen, Filialen vor allem in den neuen Bundesländern entstanden, 2003 war das Gründungsjahr der „EURA Personalservices GmbH“ und 2005 gründeten die Freunde Forster und Tulay mit weiteren Partnern die „EURAWIS AG“ als Holding für weitere Zeitarbeitsgesellschaften. Dr. Forster wurde Vorsitzender des Vorstands.

### Ehrenamtliches Engagement
Forster trat in die Katholische Jugend ein, zuerst Neudeutschland, dann die Katholische Jugendgemeinschaft und 1965 in das Kolpingwerk. Er war Gruppenführer, Pfarrjugendführer, Stadtjugendführer des Bundes der Deutschen Katholischen Jugend (BDKJ) in Dachau, Bezirksjungkolpingführer und Diözesanjungkolpingführer und somit Mitglied des Führungskreises des BDKJ in der Erzdiözese München und Freising. Er war im Pfarrgemeinderat und Mitglied des Kreisrats und Diözesanrats der Katholiken. Kolpingmitglied ist er auch heute noch.
Sein kulturelles Wirken begründete sich auf literarische Arbeit und Veröffentlichungen zur Dachauer Geschichte, als davon Dachau in Erinnerung an das Konzentrationslager Dachau noch niemand etwas hören wollte. In seiner Stadtführung „Luja und Prost“ schildert Forster 400 Jahre Dachauer Stadtgeschichte, das Zusammenwirken von Lokalpolitik, Kirche und Wirtschaftspolitik.

### Politik
Im Jahr 1965 trat Edgar Forster der SPD bei. Er wurde Vorsitzender der Jusos in Dachau und 1972 trotz großer Widerstände in der Partei in den Dachauer Stadtrat gewählt. Dort brachte er sein ökonomisches Fachwissen als Sprecher im Werksausschuss ein.
1984 trat er als Kandidat für das Amt des Dachauer Oberbürgermeisters gegen den amtierenden Lorenz Reitmeier an. Er erreichte ohne die Unterstützung seiner Partei 35 % der Stimmen. Nach einjähriger Tätigkeit als Fraktionsvorsitzender wurde er auf Veranlassung des Landtagsabgeordneten Hans Hartl aus der SPD ausgeschlossen. Als unabhängiger Stadtrat gründete er 1989 die Freien Wähler Dachau, für die er 1990 erneut in den Stadtrat gewählt wurde.
2002 fügte er die Überparteiliche Bürgergemeinschaft Dachau und die FDP zu einer Listenverbindung zusammen. Er wirkt seither als Fraktionsvorsitzender.
Forster war ab 1999 Mitglied des Vorstands der Freien Wähler in München, deren Vorsitz er in der Notzeit nach 2002 übernahm. Heute amtiert er noch als Stellvertretender Vorsitzender. Im Bezirksvorstand der FW war er von 2003 bis 2006 aktiv. 2003 kandidierte er für die Freien Wähler in München für den Landtag.
Von 2014 bis 2020 war Forster stellvertretender Landrat und Mitglied im Kreistag und Umweltausschuss des Landkreises Dachau.
2020 endete Forsters politische Karriere im Dachauer Stadtrat nach 35 Jahren in diesem Kommunalparlament. Er wurde daraufhin mit dem Goldenen Ehrenring der Großen Kreisstadt Dachau ausgezeichnet.

### Veröffentlichungen
Edgar Forster schrieb schon als Student für die Dachauer Lokalzeitungen für verschiedene Vereine. Er war ein häufiger Autor in „Idee und Tat“, der Führungszeitschrift des Kolpingwerks. Als Wissenschaftlicher Assistent verfasste er volkswirtschaftliche Bücher und zahlreiche Aufsätze in wissenschaftlichen Fachzeitschriften. Seine Themen waren Verteilungs- und Wachstumspolitik, Sozialpolitik und Versicherungsfragen. Die innere Prägung seiner Schriften gab die katholische Soziallehre. Nach seiner Zeit an der Uni schrieb er noch populärwissenschaftliche Bücher zur Existenz- und Vereinsgründung.
In den neunziger Jahren wechselte er zu neuen literarischen Gefilden: Dachauer Wirtschaftsgeschichte, Biergaudi und Gedichte, Familiengeschichte der Forsters.

### Schriften
- Joseph Forster. In: Biographisch-Bibliographisches Kirchenlexikon (BBKL). Band 42, Bautz, Nordhausen 2021, ISBN 978-3-95948-505-0, Sp. 428–432 (Artikel/Artikelanfang im Internet-Archive).

## Luja und Prost

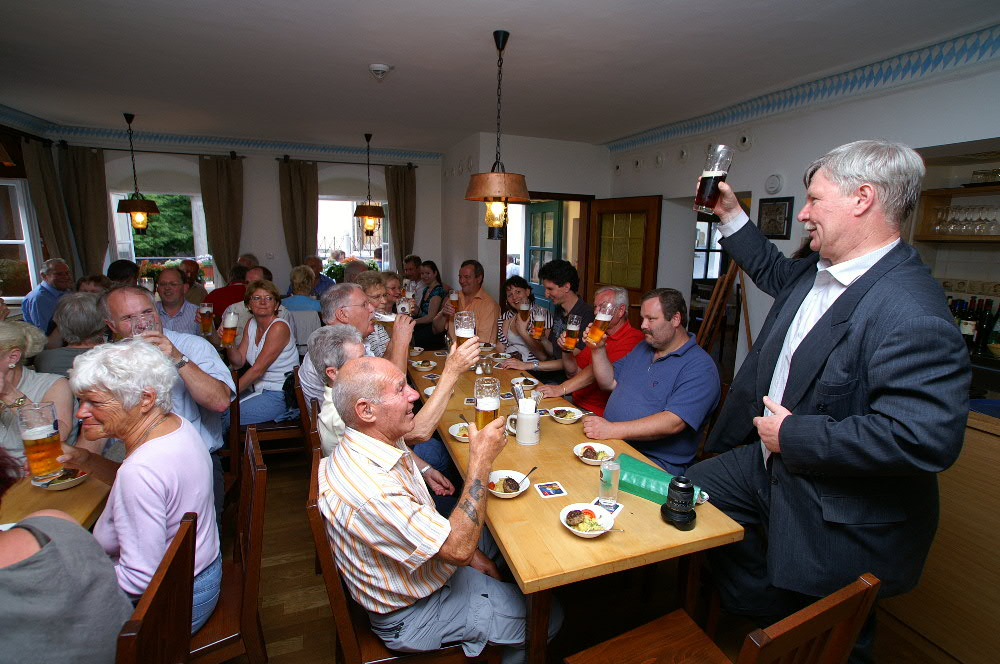
Edgar Forster (rechts) bei Luja und Prost

Edgar Forster erforscht seit einigen Jahren die Dachauer Geschichte. So organisierte er von November 2004 bis 2012 die Dachauer Stadt- und Wirtshausführung „Luja und Prost“. Die Führung besuchte Dachauer Gaststätten und Kellergewölbe. Die Grundlage für die Führung ist das gleichnamige Buch „Luja und Prost“, das sich mit der Geschichte Dachauer Gastwirtschaften befasst und gleichzeitig Geschichten über die Dachauer „Wirtschaftsgeschichte“ erzählt. Ein wesentlicher Bestandteil der Führung sind wahre Geschichten über Justus Josef Erhorn, genannt Biwi.